# Der Schatten des Herrn Monitor
Der Schatten des Herrn Monitor ist ein deutscher Kriminalfilm von Eugen York mit Carl Raddatz in einer Doppelrolle. An seiner Seite spielt Paul Dahlke eine weitere Hauptrolle.

## Handlung
Der Unternehmer Christoph Monitor und Thomas Gossip sind alte Freunde. Beide lieben ein und dieselbe Frau, die junge Petra. Da Thomas mit Petra vor nicht allzu langer Zeit unbeschwerte Urlaubswochen verbracht hat, ist er sich ziemlich sicher, dass Petra ihn ebenso lieben müsse wie er sie. Doch dies erweist sich spätestens dann als große Fehleinschätzung, als Monitor ihm Petra, wie er glaubt, vor der Nase wegschnappt und heiratet. Gossip ist zutiefst gekränkt und erzürnt. Seine Freundschaft zu Christoph zerbricht an diesem Umstand, und Gossip sinnt auf bitterböse Rache. Er will das Leben des ehemaligen Freundes zerstören und denkt sich aus diesem Grund einen teuflischen Racheplan an.
Gossip hat Glück, als er kurz darauf auf einen Mann stößt, der Monitor optisch nahezu gleicht. Der Mann ist ein heruntergekommener ehemaliger Seemann, der bessere Tage gesehen hat und dankbar ist für jeden Auftrag, der ein neues Einkommen verheißt. Robb ist der Spielsucht anheimgefallen. Um Christoph Monitors Leumund und Leben gleichermaßen zu ruinieren, soll dessen neuer Schatten Robb, der nun ganz im Stil Monitors gekleidet und ausstaffiert wird, als dessen Doppelgänger des Nachts auf Raubtour gehen. Tatsächlich scheint Gossip mit seinem finsteren Plan Erfolg zu haben, denn bald kommt die Polizei auf Herrn Monitors Spur, und dieser wird verhaftet und vor Gericht gestellt. Ehe es zur Verurteilung des komplett Unschuldigen kommt, durchschaut Petra Monitor das böse Spiel des falschen Freundes und lässt diesen auffliegen. Robb erschießt Gossip, wird kurz darauf verhaftet und ein Justizirrtum verhindert.

## Produktionsnotizen
Die Dreharbeiten fanden in den Real-Film-Studios in Hamburg-Wandsbek sowie in der Hamburger Innenstadt und im Hamburger Hafen statt. Die deutsche Premiere war am 5. September 1950 im Waterloo-Kino der Hansestadt, in Berlin lief der Streifen am 28. September desselben Jahres an.
Real-Film Co-Chef Gyula Trebitsch übernahm die Produktionsleitung, seine Gattin Erna Sander sorgte für die Kostümauswahl. Mathias Matthies entwarf die Filmbauten. Werner Pohl zeichnete für den Ton zuständig. Heinz Pehlke war einfacher Kameramann. Arnim Dahl erledigte die Stunts, etwa als der Mann über Dächer und Dachrinnen rennt.

## Kritiken
Die Zeit befand, Regisseur Eugen York habe sich mit Der Schatten des Herrn Monitor „zum routinierten Durchschnittsregisseur“ entwickelt.
Im Lexikon des Internationalen Films heißt es: „Konstruierter Kriminalfilm, spannungslos und schablonenhaft inszeniert.“